# Tereza Belková
Tereza Belková (n. 13 martie 2005) este o sportivă ce a reprezentat Slovacia. A participat la competiții asociate Jocurilor Olimpice în care a câștigat o medalie de bronz.

## Participări
Lista de mai jos prezintă principalele competiții la care a participat Tereza Belková de-a lungul carierei.
- Jocurile Olimpice de iarnă pentru tineret din 2020[*][1]